# Eriococcus leptoporus
Eriococcus leptoporus är en insektsart som först beskrevs av Miller 1993.  Eriococcus leptoporus ingår i släktet Eriococcus och familjen filtsköldlöss. Inga underarter finns listade i Catalogue of Life.